# Liste der Mitglieder des Bayerischen Landtages (Königreich, 6. Wahlperiode)
Diese Liste gibt einen Überblick über alle Mitglieder des Bayerischen Landtages in der 6. Wahlperiode des Königreichs Bayern (1845–1848). In die Wahlperiode fallen die Sitzung der 10. Ständeversammlung vom 1. Dezember 1845 bis zum 24. April 1846, der 11. Ständeversammlung vom 20. September 1847–30. November 1847 und der 12. Ständeversammlung 16. März 1848–5. Juni 1848.

## Kammer der Abgeordneten

### Präsidium
- Präsident: 10. und 11. Landtag Herman Freiherr von Rottenham (1800–1858)
- 1. Vizepräsident: 10. Landtag Leonhard Friedrich (1788–1862), 11. Landtag Friedrich Graf von Hegnenberg-Dux (1810–1872)
- 1. Sekretär: 10. Landtag Jakob von Windwart (1791–1847), 11. Landtag Dr. Karl Kirchgessner (1807–1858)
- 2. Sekretär: 10. Landtag Georg Jakob Stockinger (1798–1869), 11. Landtag Georg Jakob Stockinger (1798–1869)

### Abgeordnete

#### A
- Friedrich Ammesdörfer (1785–1850)
- Alois Nikolaus Ambros Graf von Arco-Stepperg

#### B
- Georg Bähr
- Rudolph Bahr
- Johann Friedrich Christoph Bauer (1803–1873)
- Hieronymus Johann Paul Ritter von Bayer
- Johann Georg Bestelmeyer (1785–1852)
- Friedrich Brunck

#### C
- Rudolph Christmann
- Clement Christoph
- Karl Ferdinand Freiherr von Closen
- Gustav Freiherr von Cöster

#### D
- Anton Daxenberger
- Karl Georg Deininger
- Johann Joseph Ignaz Ritter von Döllinger (1799–1890)
- Florian Dorfner (1802–1878)
- Michael Dorfner
- Georg Franz Dros
- Georg Adam Düring

#### E
- Anton Eberle
- Joahnn Eberle
- Johann Ebert
- Karl Friedrich Wilhelm Edel
- Johann Georg Veit Engelhardt (1791–1855)
- Peter Engl
- Eduard Eppelsheimer (1808–1866)
- Johann  Nepomuk Eser
- Willibald Eser

#### F
- Alexander Ernst Freiherr von Feilitzsch
- Anton von Fischer
- Franz Anton Förg (Förch)
- Carl August Freiherr von und zu Alt- und Neufrauenhofen
- Maximilian Prokop Freiherr von Freyberg-Eisenberg
- Leonhard Friedrich
- Thomas Fürmann (Führmann)

#### G
- Ludwig Friedrich August Graf von Geldern
- Adam Göbel
- Christoph Wilhelm Götz
- Joseph Gradl
- Wilhelm Eduard Freiherr von Gumppenberg

#### H
- Joseph Heinrich von Habermann
- Phillip Hack
- Johann Baptist Haller
- Karl Wilhelm Theodor Hauck († 1848)
- Moritz Heerdegen
- Friedrich Adam Justus Graf von Hegnenberg-Dux (1810–1872)
- Karl Friedrich Ritter von Heintz (1802–1868)
- Johann Michael Herrlen
- Rudolph Sigmund Freiherr von Holzschuher
- Albert Höfer
- Joseph Höfter (Hefter)
- Anton Huber

#### K
- Konrad Keim
- Johann Ludwig Kern
- Franz Georg Anton Kessler
- Karl Kirchgessner (1807–1858)
- Friedrich Klöpfer
- Gottfried Kolb
- Johann Ernst Kolb
- Georg Koller
- Johann Georg Kraus (1787–1868)
- Max Joseph Freiherr von Künsberg

#### L
- Johann Georg Langguth
- Franz Xaver Lechner
- Georg Heinrich Leidig
- Franz Seraph Leiss
- Johann Baptist Lemberger
- Gustav Freiherr von Lerchenfeld (1806–1866)
- Johann Sebastian Leybold
- Joseph Liedl (1788–1856)
- Adolph Lilier
- Michael Limmer
- Car Friedrich Wilhelm Freiherr von Lindenfels
- Joseph Lipp
- Anton Lüfteneger

#### M
- Joseph Anton Ritter von Maffei (1790–1870)
- Johann Nepomuk Freiherr von Deutenhofen Mandl
- Gottfried Massa
- Joseph von Mayern
- Martin Moser
- Johann Mühlfeld
- Daniel Ernst Müller (1797–1868)

#### N
- Wilhelm Gottlieb Ritter von Neuffer
- Johann Adam Neuland
- Johann Neumüller
- Friedrich Ney

#### P
- Valentin Panzer
- Xaver Anton Pfäffinger
- Johann Baptist Pflaum
- Joseph Pöttinger
- Anton Priester
- Friedrich Graf von Burg-Farrnbach Pückler-Limburg

#### R
- Joseph Rabl
- Johann Georg Rammoser
- Franz Michael Rath
- Christoph Ulrich Rehlen
- Joseph Reichert
- Johann Georg Reudelhuber (1784–1860)
- Andreas Reulbach
- Lorrenz Reuss
- Nikolaus Riede
- Georg Rieder
- Maximilian Alexander Sigmund Karl Freiherr von Riedheim
- Franz Xaver Riezler (1788–1854)
- Hermann Freiherr von Rotenhan (1800–1858)
- Johann Phillip Rückel
- Anton Ruckel

#### S
- Wilhelm Sattler (1784–1859)
- Christoph Konrad Saur
- Friedrich Maximilian Freiherr von Sazenhofen
- Johann Ulrich Schaefer
- Ferdinand Benedikt Freiherr von Schaezler
- Joseph Schattenfroh
- Christoph Gottlieb Adam Adolph von Scheurl (Scheuerl)
- Fidel Schlund (1805–1882)
- Max Schmerold
- Johann Michael Schnetzer
- Karl Friedrich Scholler (1807–1863)
- Ignaz Schrank
- Peter Schraub
- Joseph Schwab
- Michael Schwager
- Peregrin Schwindl
- Johann Schwinn
- Carl Graf von Seinsheim
- Johann Albrecht Sigmund
- Joseph Sohr
- Thomas Spiess
- Franz Xaver Sporer
- Johann Friedrich Staedtler
- Marquard Freiherr von Stain zu Rechtenstein
- Georg Stangl
- Georg Jakob Stockinger (1798–1869)
- Joseph Stollreuther
- ??? Streudelhuber

#### T
- Heinrich Ferdinand Freiherr von und zu der Tann-Rathsamhausen
- Phillip Tillmann
- Friedrich Trautner

#### U
- Franz Unterberger

#### V
- Johann Martin Karl Vetterlein
- Jakob Vierling
- Alois Vill
- Felix Villeroy
- Remigius Vogel

#### W
- Emil Karl Friedrich Moritz Wagner
- Simon Weinzierl
- Georg Wicklein
- Ambros Wiesend
- Friedrich Justus Willich (1789–1853)
- Jakob von Windwart
- Karl Heinrich Wolf
- Anton Wunderle (1789–1855)
- Johann Ludwig Würth

### Z
- Joseph Zech
- Martin Zehnder
- Georg Joseph Zeier
- Jakob Ziegler
- Christian Christoph Zinn

## Kammer der Reichsräte

### Präsidium
- 1. Präsident: Carl Leiningen-Hartenburg (1804–1856)
- 2. Präsident: Ludwig Fürst zu Oettingen-Wallerstein (1791–1870)
- 1. Sekretär: Franz Ludwig Graf Schenk von Stauffenberg (1801–1881)
- 2. Sekretär: Maximilian Joseph Wilhelm Graf von Montgelas

### Reichsräte
| Inhaltsverzeichnis A B C D E F G H L M N O P R S T U W Z |

#### A
- Carl Maria Rupert Graf von Arco-Valley
- Maximilian Joseph Graf von Arco-Valley (1806–1875)
- Ludwig Aloys Graf von Arco-Zinneberg
- Peter Carl Freiherr von Aretin auf Haidenburg
- Joseph Ludwig Graf von Armansperg (1787–1853)

#### B
- Adalbert Wilhelm Prinz von Bayern (1828–1875)
- Carl Theodor Maximilian Prinz von Bayern (1795–1875)
- Luitpold Emanuel Herzog in Bayern
- Luitpold Prinz von Bayern (1821–1912)
- Maximilian Herzog in Bayern (1808–1888)
- Maximilian II. König von Bayern (1811–1864)

#### C
- Friedrich Ludwig Graf zu Castell-Castell (1791–1875)

#### D
- Phillip Alois Graf von Deroy

#### E
- Eberhard Franz Graf zu Erbach-Erbach und von Wartenberg-Roth (1818–1884)

#### F
- Georg Heinrich Arbogast Freiherr von und zu Franckenstein (1825–1890)
- Clemens Wenzeslaus Freiherr von Freyberg-Eisenberg-Knöringen
- Fidelis Ferdinand Graf von Fugger zu Glött (1795–1876)
- Raimund Ignaz Graf von Fugger zu Kirchberg un Weißenhorn
- Karl Anton Graf von Fugger zu Nordendorf

#### G
- Lothar Karl Anselm Joseph Freiherr von Gebsattel (1761–1846)
- Friedrich Carl Graf von und zu Giech
- Hermann Graf zu Giech
- Maximilian Joseph Graf von Gravenreuth
- Anton Joseph Freiherr von Gumpenberg
- Adolph Eberhard Freiherr von Gumppenberg-Pöttmes

#### H
- Chlodwig Fürst zu Hohenlohe-Waldenburg-Schillingsfürst

#### L
- Carl Fürst zu Leiningen-Hartenburg
- Carl Ludwig Freiherr von Leonrod
- Maximilian Joseph Graf von Lerchenfeld auf Köfering und Schönberg
- Maximilian Joseph Eugen Herzog von Leuchtenberg
- Carl Ludwig Freiherr von Lotzbeck
- Carl Friedrich Fürst zu Löwenstein-Wertheim-Freudenberg
- Carl Ludwig Constantin Fürst zu Löwenstein-Wertheim-Rosenberg

#### M
- Johann Anton Freiherr von Mandl von Deutenhofen
- Georg Ludwig Ritter von Maurer
- Maximilian Joseph Wilhelm Graf von Montgelas

#### N
- Friedrich Emanuel Freiherr von Niethammer (1798–1882)
- Julius Adolph Freiherr von Niethammer

#### O
- Aloys Johann Fürst von Oettingen-Oettingen und Oettingen-Spielberg
- Otto Karl Fürst von Oettingen-Oettingen und Oettingen-Spielberg
- Ludwig Fürst von Oettingen-Wallerstein (1791–1870)
- Franz Karl Rudolph Graf zu Ortenburg-Tambach

#### P
- Carl Theodor Friedrich Graf von Pappenheim
- Maximilian Joseph Franz Graf von Preysing-Lichtenegg-Moos

#### R
- Albert Ulrich Graf von Rechberg und Rothenlöwen (1803–1885)
- August Graf von Rechberg und Rothenlöwen (1783–1846)
- Ludwig Friedrich Graf von Rechteren und Limpurg
- Heinrich Aloys Graf von Reigersberg (1770–1865)
- Carl August Graf von Reisach
- Peter Ritter von Richarz
- Karl Johann Friedrich Freiherr von Roth

#### S
- Cajetan Peter Graf von und zu Sandizell
- Erwein Hugo Graf von Schönborn-Wiesentheid
- Sebastian Freiherr Schrenck von Notzing (1774–1848)
- August Karl Graf von Seinsheim
- Carl Graf von Seinsheim
- Franz Ludwig Graf Schenk von Stauffenberg

#### T
- Maximilian Karl Fürst von Thurn und Taxis (1802–1871)
- Maximilian August Graf von Toerring-Guttenzell

#### U
- Kaspar Bonifaz Ritter von Urban

#### W
- Hugo Phillip Graf von Waldbott-Bassenheim
- Constantin Maximilian Fürst von Waldburg zu Zeil und Trauchburg (seit 1847)
- Franz Fürst von Waldburg zu Zeil und Trauchburg (bis 1845)
- Leopold Maria Fürst von Waldburg zu Zeil und Wurzach
- Carl Theodor Fürst von Wrede
- Joseph Franz Freiherr von Würtzburg (1784–1865)

#### Z
- Friedrich Carl Freiherr von zu Rhein